# Heteractis
Heteractis is een geslacht van zeeanemonen uit de klasse van de Anthozoa (bloemdieren).

## Soorten
- Heteractis aurora (Quoy & Gaimard, 1833)
- Heteractis crispa (Hemprich & Ehrenberg in Ehrenberg, 1834)
- Heteractis magnifica (Quoy & Gaimard, 1833)
- Heteractis malu (Haddon & Shackleton, 1893)